# 이종학 (1879년)
이종학(李鍾學, 일명(一名)은 李鍾鶴, 1879년 8월 6일 ~ 1943년 3월 21일)은 대한제국 조선 왕조와 일제강점기의 독립운동가이며 본관은 경주(慶州)이고 호(號)는 풍호(豊互)이다.

## 생애

### 일생
조선 경상도 청도(淸道)에서 출생한 그는 향리에서 글을 읽는 서생이자 글을 짓는 시인으로 지내다가 1892년 14세 때 조선국 음서로써 천거되어 이후 1909년까지 대한제국 경상북도 달성군 부군수 직위를 지내다가 조선 하급 관료와 대한제국 하급 관료를 지냈고 1909년 대한제국 관료 사퇴 이후 41세 때였던 1919년 5월 7일 경상북도 청도군 대성면 유호리에서 자신의 배다른 아우인 당시 12세의 이종현(李鍾鉉)이 일본인에게 부상되는 일이 일어나자 그는 이에 격분하여 이규봉(李圭鳳)·허곤도(許坤道)·김영곤(金永坤)·김도곤(金道坤)·이무수(李武壽) 등 20여 명의 군중과 합세하여 일본인 3명을 보복 구타하여 응징, 약 전치 1개월여 가량의 부상을 가하는 등 항일 활동을 행하기 시작하였는데 그는 이 사건으로 일경에 체포되어 같은 해 1919년 9월 16일 경상북도 대구지방법원에서 판결된 공판에서 징역 4개월형을 받아 옥고를 치르고 만기 출감한 적이 있었는데 이후 1921년 중화민국 장쑤 성 상하이에 건너가 1922년에서 1923년까지 한국독립당 전임행정위원을 지냈고 이후 조선국에 귀국하였으며 그 후로도 경상도 달성 향리에서 조국의 자주 회복을 위해 조선 민중들을 독려하다가 1943년 5월 7일에 향년 65세로 병사하였다.

### 사후
1995년 대한민국 대통령 표창장이 추서되었다.